# Rónald Marín
Rónald Marín (2 novembre 1962) è un ex calciatore costaricano, di ruolo difensore.